# Krauss-Maffei
Die KraussMaffei Group mit Sitz in Parsdorf bei München ist heute ein Unternehmen der Maschinenbaubranche, das über 5000 Menschen weltweit beschäftigt und seit April 2016 im gemeinsamen Besitz der chinesischen Staatsfirma ChemChina sowie des Staatsfonds Guoxin International ist. Der Konzern hat seine Wurzeln in dem 1838 in München gegründeten Eisenwerk Hirschau, der späteren Lokomotiven- und Maschinenfabrik J.A. Maffei, die 1931 mit der 1867 gegründeten Lokomotivfabrik Krauss & Comp. zusammengeführt wurde.

## Geschichte

### Gründung
Nachdem Georg Krauß als Leitender Maschinenmeister bei der Schweizerischen Nordostbahn in Zürich erste Erfahrungen im Lokomotivbau gesammelt hatte, beschloss er, in München eine Lokomotivfabrik zu gründen. Zu diesem Zweck reiste Krauß im Mai 1865 nach München und Augsburg, um die Finanzierung zu klären. Joseph Anton von Maffei, der Gründer und Inhaber der Eisenwerke Hirschau, der späteren Lokomotiven- und Maschinenfabrik J.A. Maffei, widersetzte sich diesem Vorhaben. Aus diesem Grund konnte Krauß erst nach langen Verhandlungen ein 16,5 Hektar großes Grundstück an der Ecke Arnulfstraße/Maillingerstraße auf dem sogenannten Marsfeld unweit des Hauptbahnhofs erwerben.
Nachdem am 9. März 1866 die Genehmigung zum Bau der Fabrik erteilt worden war, wurde am 17. Juli 1866 der Grundstein gelegt. An diesem Tag wurde auch die Kommanditgesellschaft Lokomotivfabrik Krauss & Comp. gegründet. Zunächst entstanden Dreherei, Schlosserei, Hammerschmiede, eine Montagehalle und Lackiererei. Am 6. November 1866 fand die offizielle Gründungsfeier statt. Zu diesem Zeitpunkt hatte der Konkurrent J.A. Maffei bereits 600 Lokomotiven ausgeliefert.

### Unternehmen im 19. Jahrhundert

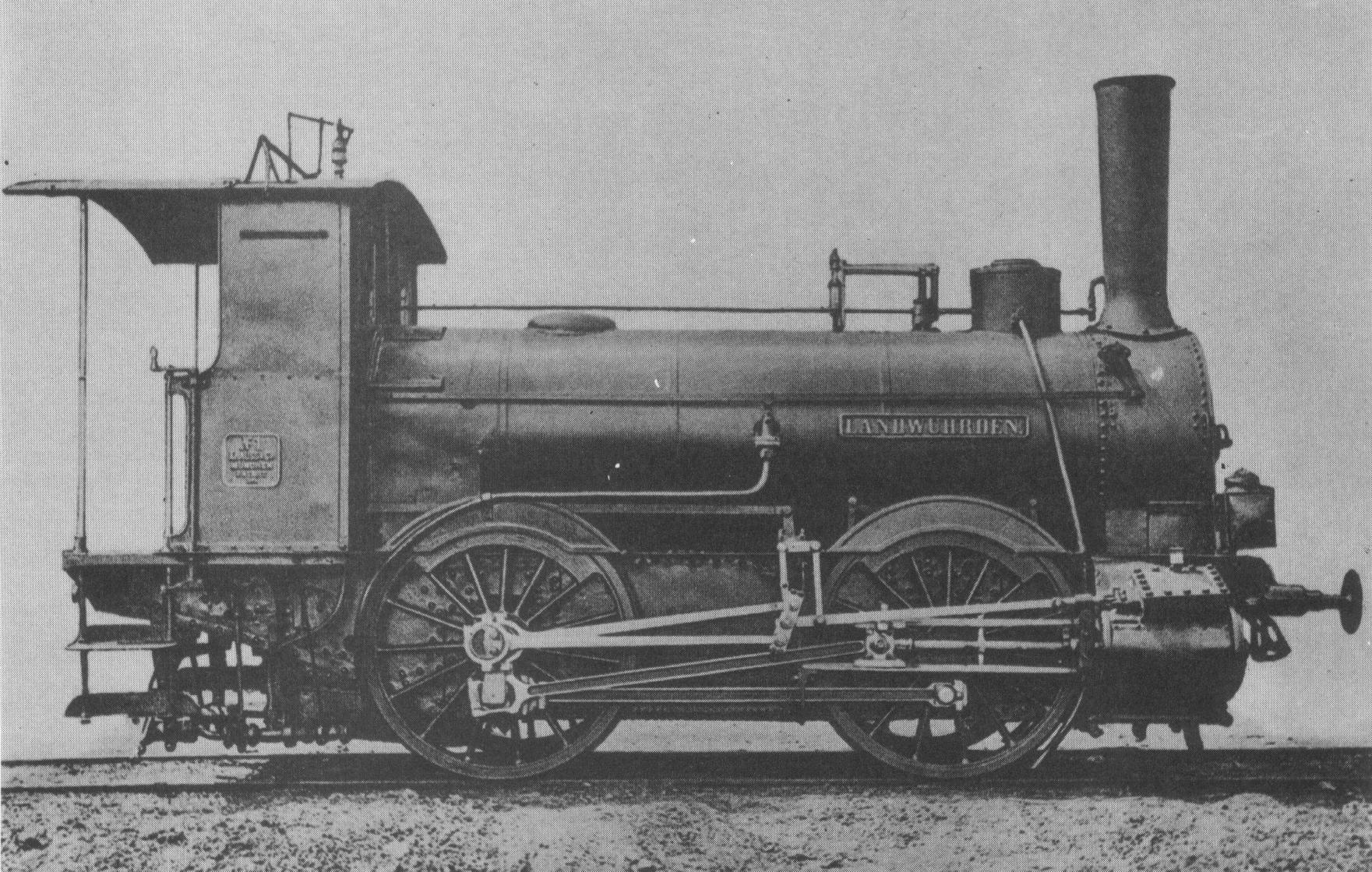
Die „Landwührden“, die erste von Krauss & Comp hergestellte Lokomotive

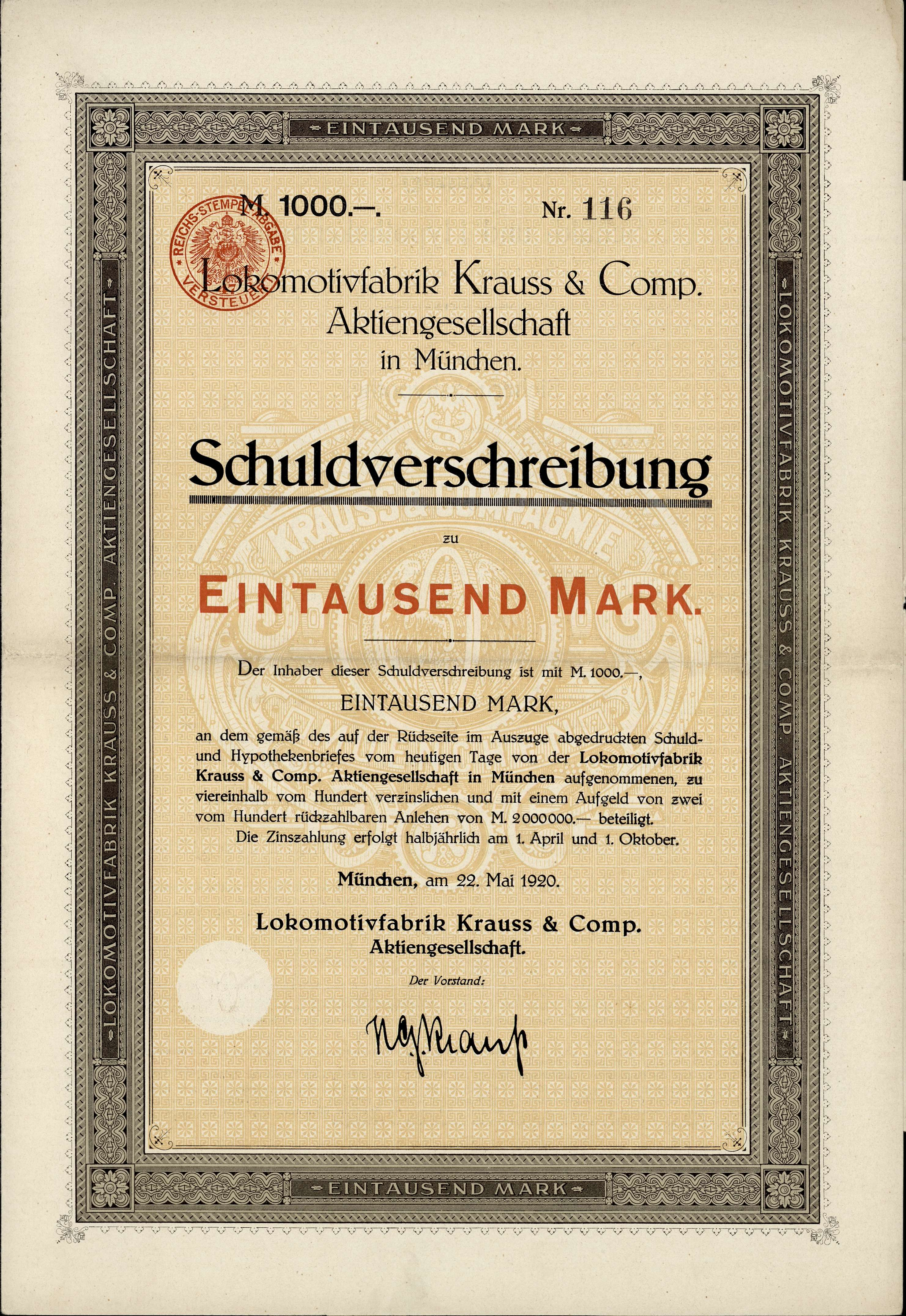
Schuldverschreibung der Lokomotivfabrik Krauss & Comp. AG vom 22. Mai 1920

Am 15. März 1867 wurde die erste Lokomotive, die Landwührden, an die Großherzoglich Oldenburgische Staatseisenbahn ausgeliefert. Zwei Tage zuvor hatte Krauß ein bayerisches Patent auf das sogenannte „System Krauß“ erhalten, dessen wesentliches Merkmal der Wasserkastenrahmen war. Dieses System wurde in der Folgezeit zum Markenzeichen von Krauss & Comp. Auf der Weltausstellung in Paris 1867 erhielt die Landwührden mit der Großen Goldenen Medaille die höchste Auszeichnung unter den ausgestellten Lokomotiven. Dieser Erfolg führte zum internationalen Durchbruch von Krauss & Comp., vor allem im Bau von Schmalspur- und Kleinbahn-Lokomotiven. Bereits am 28. Januar 1871 wurde von Krauss & Comp. die 100. Lokomotive ausgeliefert. Ende 1872 wurde die 200. Lokomotive verkauft und Mitte 1875 die 500. Lokomotive geliefert.
Um den steigenden Bedarf an Schmalspurlokomotiven zu decken, errichtete Krauß 1872 ein Zweigwerk am Münchner Südbahnhof. Die Grundsteinlegung fand am 31. Mai 1872 an der Lindwurmstraße statt. Als Österreich-Ungarn neue Schutzzölle einführte und somit der Verlust eines wichtigen Marktes drohte, gründete Krauß am 1. September 1880 als drittes Werk die Lokomotivfabrik Krauss & Comp. Linz in Linz an der Donau. 1882 wurde die 1000. Lokomotive von Krauss & Comp. ausgeliefert.
Nachdem 1885 der einzige Sohn von Georg Krauß tödlich verunglückte, wandelte er Ende 1886 die Kommanditgesellschaft in eine Aktiengesellschaft um. Krauß zog sich aus der aktiven Unternehmensführung zurück, verblieb jedoch bis zu seinem Tod im Jahr 1906 Aufsichtsratsvorsitzender.
Die Lokomotivfabrik Krauss & Comp. stellte bis zur Jahrhundertwende in Summe etwa 4100 Lokomotiven her. Davon wurden rund 2500 in Deutschland und etwa 1100 in Österreich-Ungarn verkauft.

### Bau und Betrieb von Lokalbahnen
Als mit der Großen Depression ab 1873 der Absatz von Lokomotiven stark zurückging, entschied sich Krauß für den Bau von Lokalbahnen als weiteres Standbein. Mitte der 1870er Jahre waren die wichtigsten Hauptstrecken gebaut und man begann mit der Erschließung des ländlichen Raums. Auch wurden zu dieser Zeit die Pferdestraßenbahnen durch Dampfstraßenbahnen abgelöst. Durch den Bau von Lokalbahnen konnte Krauß den Absatz der eigenen Lokomotiven fördern.
So errichtete Krauss & Comp. ab 1878 die schmalspurige Feldabahn im Großherzogtum Sachsen-Weimar-Eisenach. Verstärkt wurde diese Entwicklung durch das bayerische Gesetz über den Bau von Secundärbahnen von 1882. 1887 übertrug Krauss & Comp. die bis dahin gebauten Bahnstrecken und deren Betrieb an die neu gegründete Lokalbahn Aktien-Gesellschaft (LAG). Diese kaufte in der Folge ausschließlich Krauss-Lokomotiven.

### Unternehmen im 20. Jahrhundert

Aktie über 1000 RM der Krauß-Maffei AG vom Oktober 1940

Ab Ende der 1920er Jahre beschäftigte sich Krauss – in Kooperation mit der schweizerischen Berna – mit der Konstruktion von Lastkraftwagen.

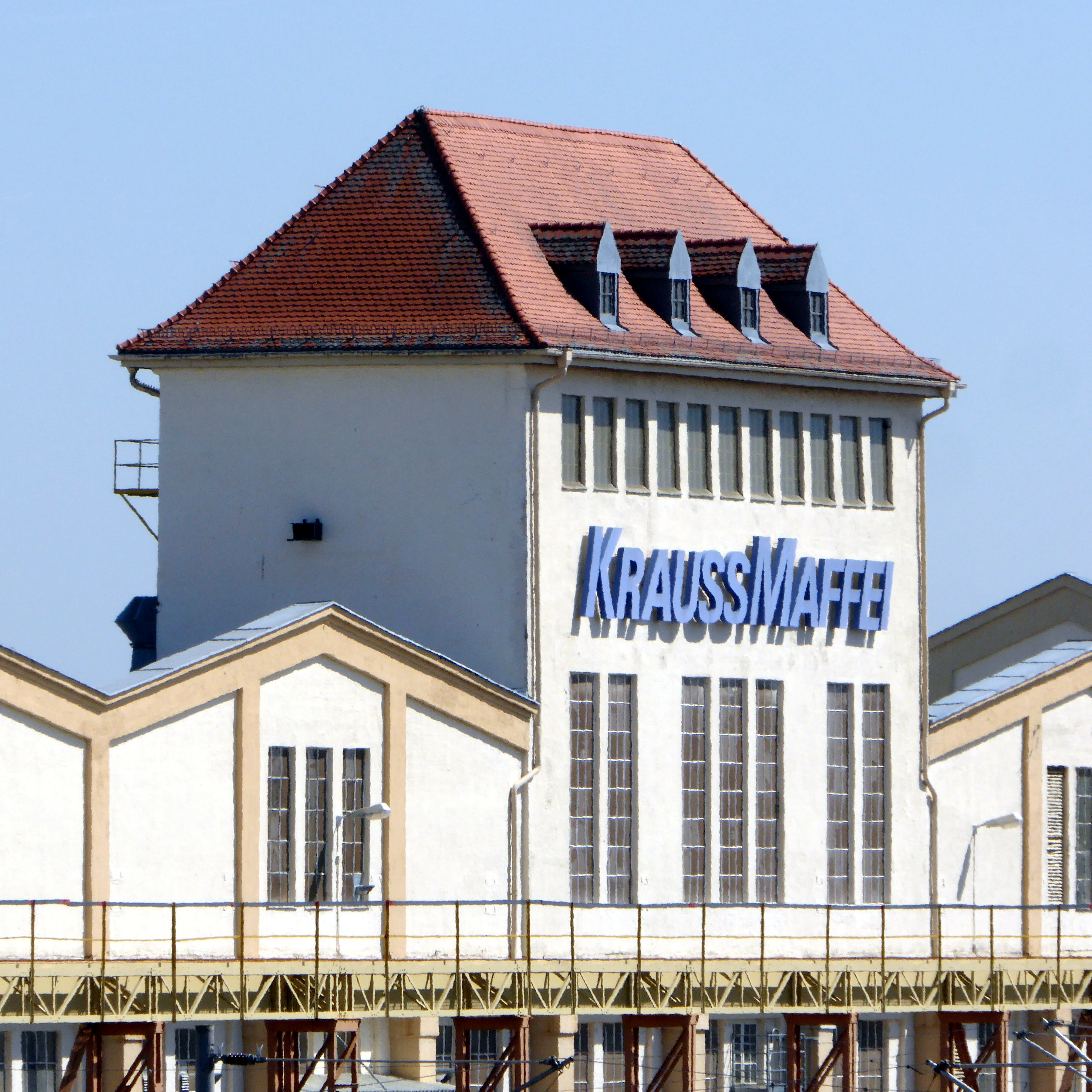
Firmengebäude in Allach

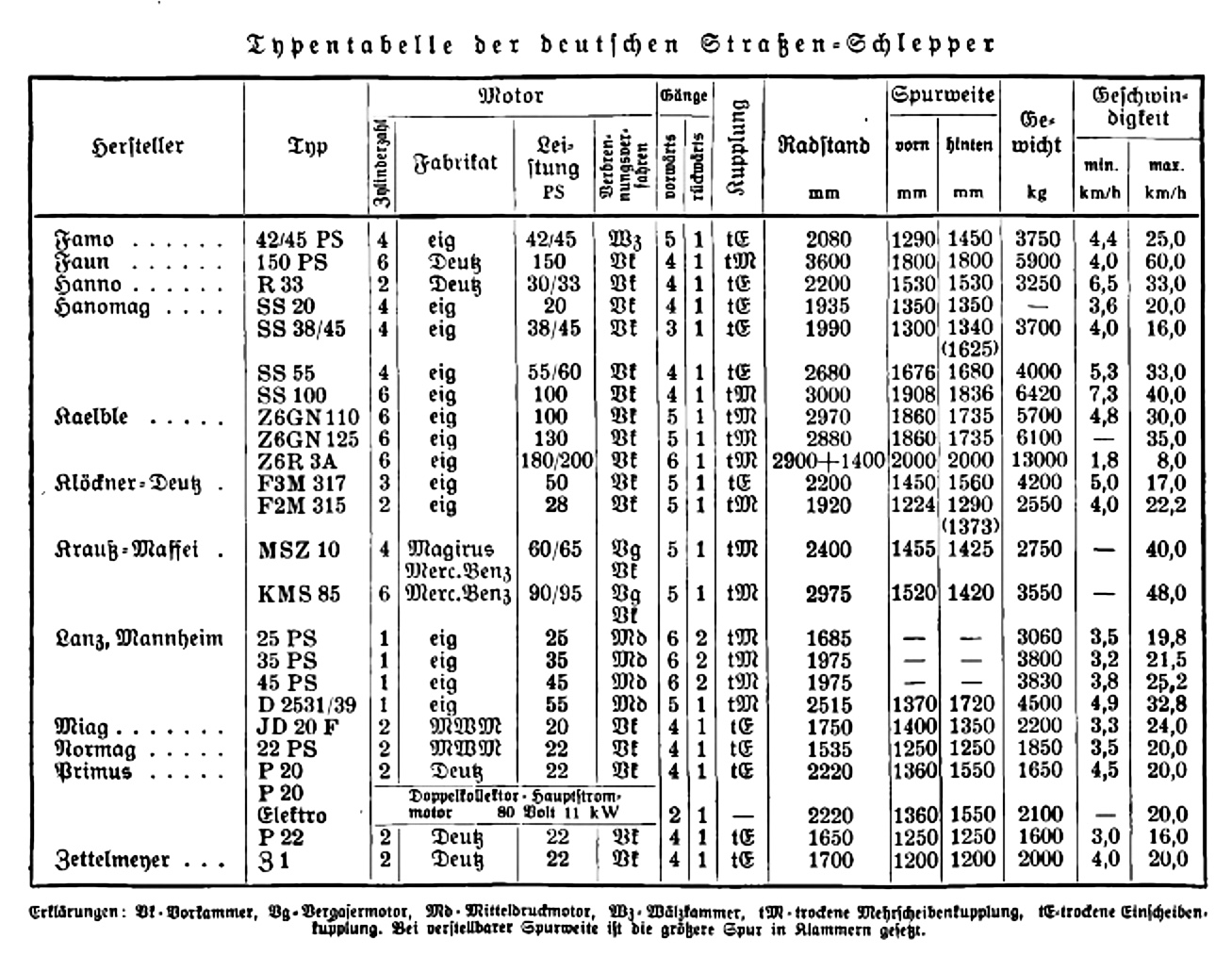
Technische Daten Strassenschlepper

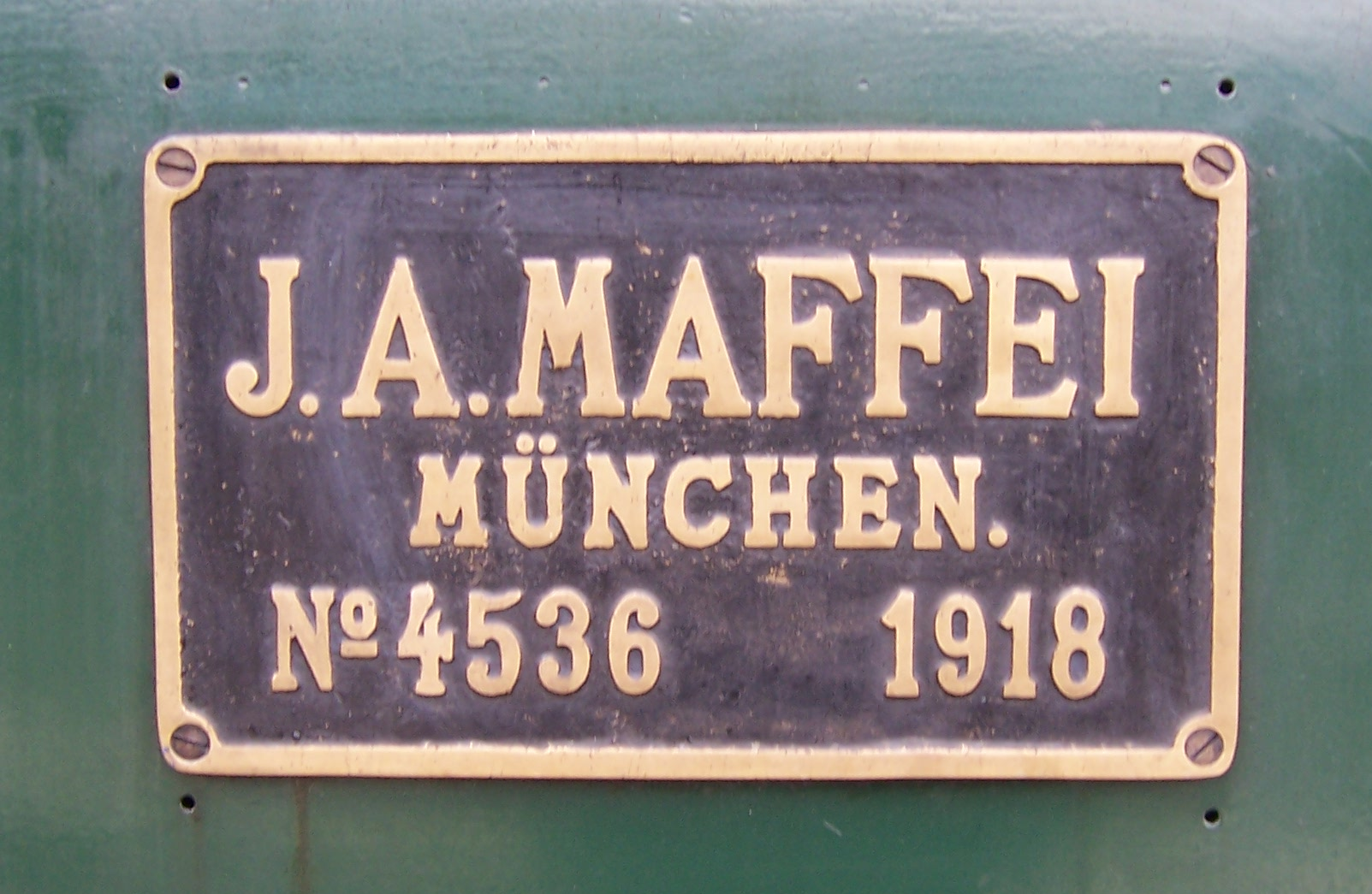
Schild der Lokomotivfabrik J. A. Maffei an einer Dampflok (18 478)

Mitte der 1920er Jahre sanken die Auftragseingänge im deutschen Lokomotivenbau auf weniger als ein Viertel des Vorkriegsniveaus. Nachdem die Übernahme der Lokomotiven- und Maschinenfabrik J.A. Maffei durch Henschel & Sohn nach der Aufdeckung der Bilanzfälschung von Maffei rückabgewickelt war, übernahm Krauß am 20. Januar 1931 den Namen und das Geschäft von Maffei. Die Werksanlagen in München-Hirschau und die Mitarbeiter von Maffei waren nicht Teil der Übernahme. Es entstand die Lokomotivfabrik Krauß & Comp. – J.A. Maffei A.-G., rund 1500 Arbeiter und Angestellte von Maffei wurden entlassen. 1935 wurde der neue, rund 60 ha große Standort München-Allach bezogen. Auf dem ehemaligen Gelände auf dem Marsfeld steht heute der Kronebau.
Ab 1940 firmierte das Unternehmen als Krauss-Maffei.
Während der NS-Diktatur wurden, neben den sogenannten „Ostarbeitern“, aus den über 400 Lagern und Unterkünften im Großraum München Kriegsgefangene und KZ-Häftlinge zur Zwangsarbeit verpflichtet. Sie machten den Großteil der Belegschaft aus. Zum Jahresende 1942 wurden 8849 Beschäftigte gezählt. Davon waren 3943 deutsche Belegschaftsangehörige. Man zählte 3543 dienstverpflichtete Ausländer, darunter viele Italiener. Es wurden 1363 Kriegsgefangene, insbesondere Franzosen (ab 1940) und Russen (ab 1941) beschäftigt.
Nach dem Zweiten Weltkrieg erhielt Krauss-Maffei von der US-Militärverwaltung die Anordnung zum Bau von Omnibussen in den unzerstört gebliebenen Fabrikanlagen in München-Allach. Am 14. November 1945 wurde die Produktionsgenehmigung für 200 Fahrzeuge erteilt. Der Bereich Konstruktion und Bau von Omnibussen war bis in die 1960er Jahre ein wichtiges Geschäftsfeld. Aber auch die Instandsetzung von Lokomotiven sowie der Neubau von Kleinlokomotiven und 30 Zugmaschinen fand direkt nach dem Krieg statt.
Seit 1957 baute Krauss-Maffei Spritzgießmaschinen, die entsprechende Abteilung hatte seit 1986 die Rechtsform einer GmbH. Zu dieser Zeit wurden einige Spezialfirmen aus der Spritzguss- und Extrusionsindustrie im Unternehmen integriert, unter anderem die Maschinenfabrik Seidl GmbH, ein Spezialist für Gummi- und Rundläuferspritzgießen. Zum Januar 1998 wurde dieser Bereich der Mannesmann Plastics Machinery GmbH (MPM), München, zugeordnet.
1992 übernahm Krauss-Maffei die Aktien-Mehrheit der Netstal-Maschinen AG, Schweiz. 1998 erwarb Krauss-Maffei die Mehrheit der Berstorff GmbH.
Das Unternehmen gehörte zum Buderus-Konzern (K. F. Flick-Konzern) in Wetzlar, wurde danach stufenweise zwischen 1989 und 1996 durch den Mannesmann-Konzern erworben und fusionierte 1999 mit Mannesmann DEMAG zur Mannesmann Demag Krauss-Maffei.

### Unternehmen im 21. Jahrhundert
Die Mannesmann Demag Krauss-Maffei wurde im Zuge der Übernahme von Mannesmann durch Vodafone mit ihrer Muttergesellschaft Atecs Mannesmann AG an ein Konsortium aus Siemens und Bosch verkauft, bevor sie 2002 an die US-amerikanische Beteiligungsgesellschaft KKR weiterveräußert wurde.
MPM wurde 2006 an die US-amerikanische Beteiligungsgesellschaft Madison Capital Partners veräußert und firmiert seit Ende 2007 unter dem Namen KraussMaffei AG bzw. deren operativen Tochter KraussMaffei Technologies GmbH.
Von 2012 bis 2016 gehörte die neue KraussMaffei AG dem kanadischen Finanzinvestor Onex Corporation.

### Seit 2016 in chinesischem Besitz
Seit April 2016 ist Krauss-Maffei im Besitz der chinesischen Staatsfirma ChemChina. Seit Ende 2018 ist das Unternehmen als KraussMaffei Company Ltd. an der Börse in Shanghai börsennotiert. Nach der Transaktion hielt ChemChina gut 60 Prozent der Anteile, ein weiterer chinesischer Staatsfonds rund 15 Prozent, und der Rest war Streubesitz. Gleichzeitig wurde die Produktion in China forciert: Zusätzlich übernahm die ChemChina-Mehrheitsbeteiligung Qingdao Tianhua Institute of Chemistry Engineering (THY) ein ChemChina-Werk in Sanming, das Spritzgussmaschinen für den chinesischen Markt baut.
Im November 2018 wurde das Unternehmen Opfer eines Ransomware-Angriffs. Im Jahr 2019 kam es zu einer Neuaufstellung der operativen Bereiche und zur Bündelung in den Geschäftsfeldern: Spritzgießtechnik, Extrusionstechnik und Reaktionstechnik. So wurden die Marken Krauss-Maffei und Netstal unter der Dachmarke vereint, aber Netstal als Produktname erhalten. Netstal-Maschinen (Näfels/Schweiz) trat ab einem gewissen Zeitpunkt unter dem Namen Krauss Maffei High Performance AG auf. Auch Krauss-Maffei Berstorff wurde in die Dachmarke überführt und agiert unter dem Namen Krauss Maffei Extrusion GmbH.
2023 verließ das Unternehmen nach 90 Jahren seinen Standort in Allach und verlegte seinen Firmensitz an den neuen Standort im Gewerbegebiet der Gemeinde Vaterstetten nördlich der Ortschaft Parsdorf. Krauss-Maffei baute bis 2023 weltweit 510 Stellen ab, der Großteil davon in Deutschland, wie das Unternehmen Anfang 2020 meldete.
Die Entscheidung, Netstal-Maschinen unter dem Namen Krauss Maffei High Performance AG anzubieten, sorgte für Verwirrung und wurde wieder rückgängig gemacht; im Jahr 2021 wurde der Name auf NETSTAL Maschinen AG geändert. Am 29. Januar 2024 meldete die Krones AG die Kaufabsicht für Netstal, mit Wirkung zum 28. März wurde der Verkauf vollzogen, das Unternehmen sitzt weiterhin in Näfels.

## Geschäftsfelder und Standorte
Historisch war die KraussMaffei Group ein selbstständiger Mischkonzern mit Aktivitäten u. a. in der Wehr- und Verkehrstechnik. Am Standort in München-Allach bestehen mit Krauss-Maffei Wegmann (Wehrtechnik) und Siemens Mobility (Verkehrstechnik) zwei ehemalige Konzernteile, die aber heute rechtlich selbständig und Teil anderer Unternehmen sind.
Die KraussMaffei Technologies GmbH ging im Jahr 2007 aus der ehemaligen Mannesmann Plastics Machinery GmbH (MPM) (1998–2007) hervor. Die wesentlichen Wurzeln sind die Unternehmen Krauss-Maffei Kunststofftechnik GmbH, München, Netstal, Näfels (Glarus/Schweiz) und Berstorff, Hannover.
Die Unternehmensgruppe ist Weltmarktführer bei Maschinen und Anlagen für die Kunststoff und Kautschuk erzeugende und verarbeitende Industrie. Sie bietet drei unterschiedliche Verfahrenstechnologien an: Unter den Marken Netstal und KraussMaffei werden Maschinen und Anlagen für die Spritzgieß- und Reaktionstechnik (Polyurethantechnik) angeboten. Unter der Marke KraussMaffei Berstorff Maschinen und Anlagen für die Extrusionstechnik von Polymeren und Gummi.
Am 8. November 2013 gab das Unternehmen bekannt, das Werk in Treuchtlingen, ein Teilezulieferbetrieb mit rund 150 Beschäftigten, bis März 2015 zu schließen und die Fertigung und Montage von Spritzgussmaschinen nach München und ins slowakische Sučany zu verlegen. Nach heftiger Gegenwehr der Belegschaft (Demonstration, Mahnwache) wurde die Werksschließung am 28. November 2013 zurückgenommen. Im Herbst 2015 wurde ein Zukunftsvertrag für den Standort abgeschlossen – der Standort wird weitergeführt. Im slowakischen Sučany wurde zunächst ein Schaltschrankbau für die Gruppe eingerichtet, später eine Komponentenfertigung und schließlich die Montage kompletter Spritzgießmaschinen.
Weitere Unternehmen der Gruppe sind die KraussMaffei Automation GmbH und die Burgsmüller GmbH.
Im Zuge der Übernahme durch ChemChina sollen die Standorte in Europa mit denen in China verknüpft werden. ChemChina betreibt zum Bau von Kunststoffmaschinen drei Werke im Süden Chinas: In Sanming, Yiyang und Guilin. In der Planung sollen sich die drei Werke in China spezialisieren und dabei in ihrer Produktion mit der Maschinen- und Anlagentechnik der KraussMaffei Technologies verknüpft werden. In Sanming sollen zunächst Komponenten, später Spritzgießmaschinen gefertigt werden. Die beiden anderen Werke werden auf Anlagentechnik zur Compoundierung in der Reifenproduktion, aufbauend auf dem Know-how von KraussMaffei Berstorff, ausgerichtet.

## Ehemalige Geschäftsfelder
Mitte der 1990er Jahre bestanden die operativen Gesellschaften der Krauss-Maffei am Standort München aus den abhängigen Unternehmen (inkl. Subunternehmen):
- Krauss-Maffei Wehrtechnik
- Krauss-Maffei Verkehrstechnik
- Krauss-Maffei Kunststofftechnik
- Krauss-Maffei Verfahrenstechnik
- Krauss-Maffei Automationstechnik
- Krauss-Maffei Dienstleistung

Die als Mischkonzern aufgebaute Krauss-Maffei besaß bis 1980 eine eigene Gesenkschmiede und bis Mitte 1988 eine Freiformschmiede.
Durch Zukäufe wurde der zivile Bereich der Krauss-Maffei im Bereich Kunststofftechnik in den 1990er Jahren verstärkt. Hinzu kamen die Unternehmen Netstal-Maschinen AG, mit Sitz in Nafels (Schweiz), später Berstorff, mit Sitz in Hannover und schließlich die DEMAG Kunststofftechnik-Gruppe mit Sitz in Schwaig. Diese Unternehmen wurden zusammen mit der Krauss-Maffei Kunststofftechnik GmbH unter dem Dach der Mannesmann Plastics Machinery (MPM) (1998–2007) mit Sitz in München zusammengefasst. Die Demag Plastics Group wurde 2008 aus der neu gebildeten KraussMaffei Group herausgelöst und firmiert heute als Sumitomo (SHI) Demag Plastics Machinery GmbH.

### Wehrtechnik
Bereits in den 1930er Jahren stellte das Unternehmen Ketten- und Panzerfahrzeuge her. Im Zweiten Weltkrieg stellte es die Produktion vollständig auf die Rüstungsproduktion um, insbesondere auf den Panzerbau. So lieferte Krauss-Maffei zwischen 1934 und 1944 über 5800 Halbkettenfahrzeuge an die deutsche Wehrmacht. Dazu wurde auch die Fertigung von Getrieben und Verbrennungsmotoren nach Lizenzen der Zahnradfabrik Friedrichshafen (ZF) (1939) und der Maybach Motorenbau GmbH (1943) aufgenommen. Mit der Wiederbewaffnung wurde die Wehrtechnik reaktiviert. 1963 bekam Krauss-Maffei den Zuschlag für die Panzerserie Leopard (ab 1979 durch den Leopard 2 abgelöst); 1976 ging der Flugabwehrkanonenpanzer Gepard nach zehnjähriger Entwicklungszeit in Produktion. Betrug der Anteil des Wehrbereiches am Umsatz im Jahr 1983 noch über 1,7 Mrd. DM, so fiel er im Jahr 1987 auf etwas über 800 Mio. DM ab. Da die zivilen Bereiche zeitgleich rote Zahlen schrieben, wurden die Geschäftsfelder in einzelne GmbHs aufgeteilt und von der Krauss-Maffei AG als unselbstständige Geschäftsführungs-GmbHs geführt.
Im Zuge der Übernahme durch Mannesmann und aufgrund von dessen Abhängigkeit von Finanzmärkten, Analysten und Fondsmanagern wurde das Rüstungsgeschäft in Frage gestellt und abgespalten: So verkaufte Mannesmann 51 % der Krauss-Maffei Wehrtechnik GmbH 1999 an das kleinere, familiengeführte Unternehmen Wegmann & Co. aus Kassel, die Krauss-Maffei Wehrtechnik GmbH wurde dadurch zur Krauss-Maffei Wegmann GmbH (KMW). Die Kooperation von Wegmann und Krauss-Maffei bestand schon Jahrzehnte vor der Fusion; so hatte Wegmann für viele Krauss-Maffei-Panzer u. a. die Waffentürme zugeliefert. Zur „Panzer-Familie“ des Konzerns gehörten neben den Kampfpanzern auch Pionierpanzer, Flugabwehr, Artillerie-, Späh- und Transportpanzer. Auch heute läuft, wie zur Zeit des Leopard 2, der größte Teil des Exports in Form von Produktionslizenzen oder Kooperationsproduktionen unter Beteiligung der nationalen Industrie. Die restlichen 49 % an KMW verkaufte Siemens 2010 an die Wegmann-Gruppe.
2024 wurden KMW und der französische Staatsbetrieb Nexter zu KNDS zusammengeschlossen, an dem Wegmann und Agence des participations de l’État jeweils 50 % halten. KMW firmiert mittlerweile als KNDS Deutschland.

### Verkehrstechnik – Omnibusbau und Sonderfahrzeuge

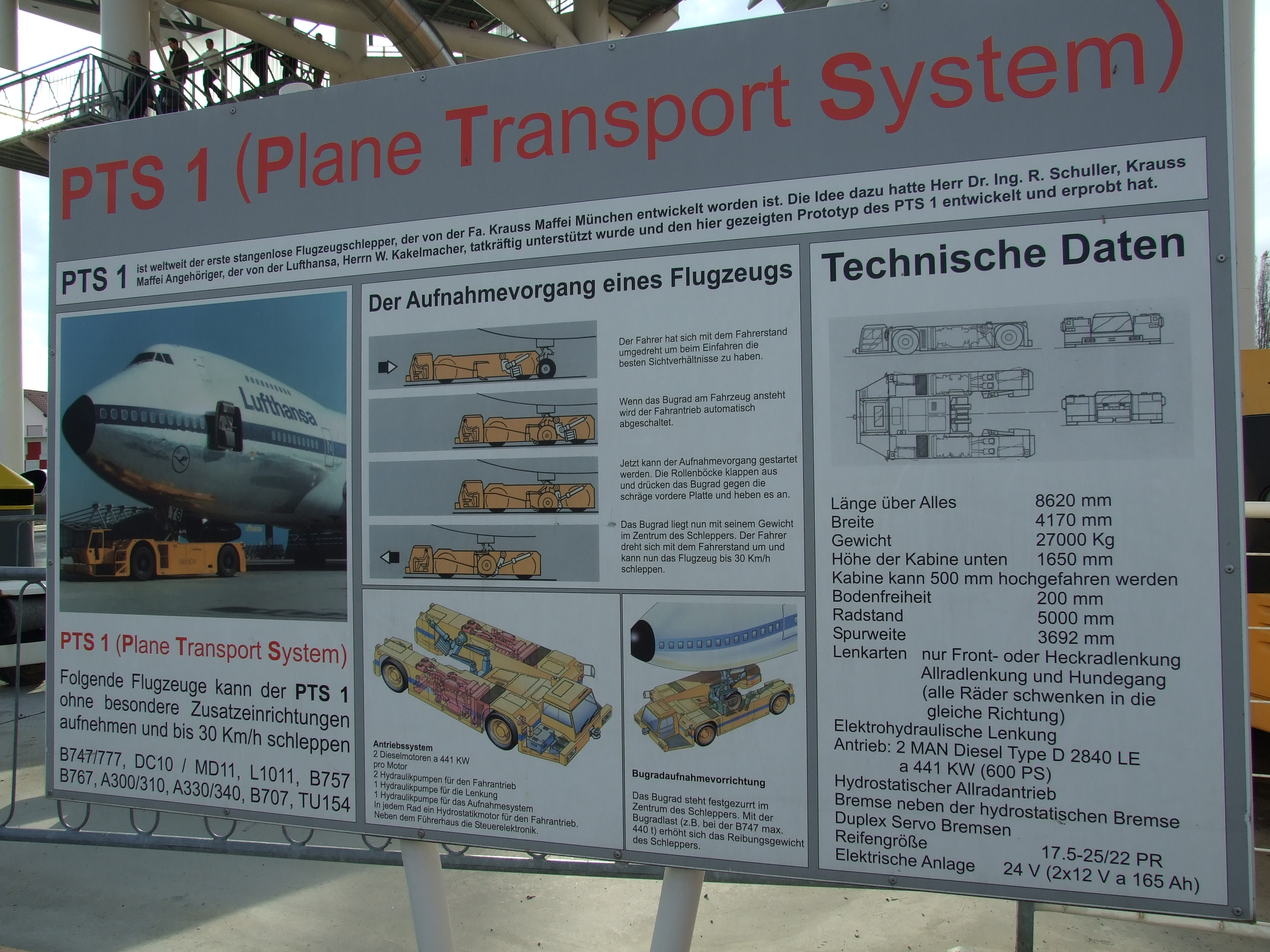
Erläuterungstafel zum stangenlosen Schlepper (Technik Museum Speyer)

Für die Konstruktion des nach dem Zweiten Weltkrieg von den amerikanischen Besatzern angeordneten Bau von Omnibussen wählte Krauss-Maffei die in Deutschland bisher nur bei Pekol (1938) versuchte Bauart eines Frontlenker-Busses mit Heckmotor. Dazu waren zahlreiche Probleme wie mit der Luftzufuhr zum Motor, der Fernbedienung des Getriebes vor der Hinterachse und der Anzeige von Drehzahl und Temperatur am Fahrerplatz zu lösen. Am 19. Februar 1946 fand die erste Probefahrt des komplett im eigenen Werk gefertigten Prototyps statt, er verfügte über den in Lizenz gefertigten Maybach-Motor HL 64 TUK, ein 6,2-Liter-Sechszylinder-Ottomotor für 130 PS. Ab Herbst 1946 wurden die Serienfahrzeuge mit der Bezeichnung KMO 130 (Krauss-Maffei-Omnibus mit 130 PS) geliefert. Aufgrund der sehr schwierigen Materialbeschaffung konnten von den zahlreichen Bestellungen (190 bereits bis zum 20. Januar 1947) nur wenige erfüllt werden. Erst nach der Währungsreform 1948 besserte sich die Lage.
Krauss-Maffei beschränkte sich zunächst auf den Bau der Fahrgestelle, die Aufbauten fertigte vor allem die Waggonfabrik Josef Rathgeber in München, ab 1948 auch andere Karosseriebauunternehmen wie die Kässbohrer Fahrzeugwerke. Ab 1949 wurden Fahrgestelle verstärkt mit eigenen Karosserien versehen, z. B. auch als Überlandpostwagen auf KMO 131 für die Deutsche Bundespost, die zum Sortieren des Postgutes während der Fahrt dienten. 1950 wurden die ersten eigenkarosserierten Busse (KMO 133) in Serie hergestellt. 1950 fertigte Krauss-Maffei den ersten deutschen Omnibus mit automatischem Getriebe, dem „Diwabus 200 D“ von Voith. Außerdem wurde der erste eigene Motor, ein 6-Zylinder-Zweitakt-Dieselmotor mit der Bezeichnung KMD 6 hergestellt. Sechs Busse wurden mit diesen Motoren im Heck ausgerüstet (KMO 140), bei zwei anderen wurde der Motor linksseitig vor der Hinterachse platziert (Mittelmotorbus KMO 142). Die beiden letzteren wurden mit einer Karosserie von Westwaggon als Wagen 35 und 36 an die Stadtwerke Dortmund geliefert.
Zusammen mit der Nordwestdeutschen Fahrzeugbau GmbH (NWF) in Wilhelmshaven, an der Krauss-Maffei beteiligt war, entstanden nach Plänen des Flugzeug-Konstrukteurs Henrich Focke die Leichtbaubusse KML 90 und KML 110 mit selbsttragender Gitterbauweise, die mit der stromlinienförmigen Karosserie einen geringen Luftwiderstandsbeiwert von 0,4–0,5 cw aufwiesen. Ab 1954 wurde auch die Fertigung der KML-Karosserien bei Krauss-Maffei durchgeführt.
Ab 1988 lieferte man den weltweit ersten stangenlosen Flugzeugschlepper PTS 1 (Plane Transport System) an die Lufthansa aus.

### Verkehrstechnik – Schienenfahrzeuge

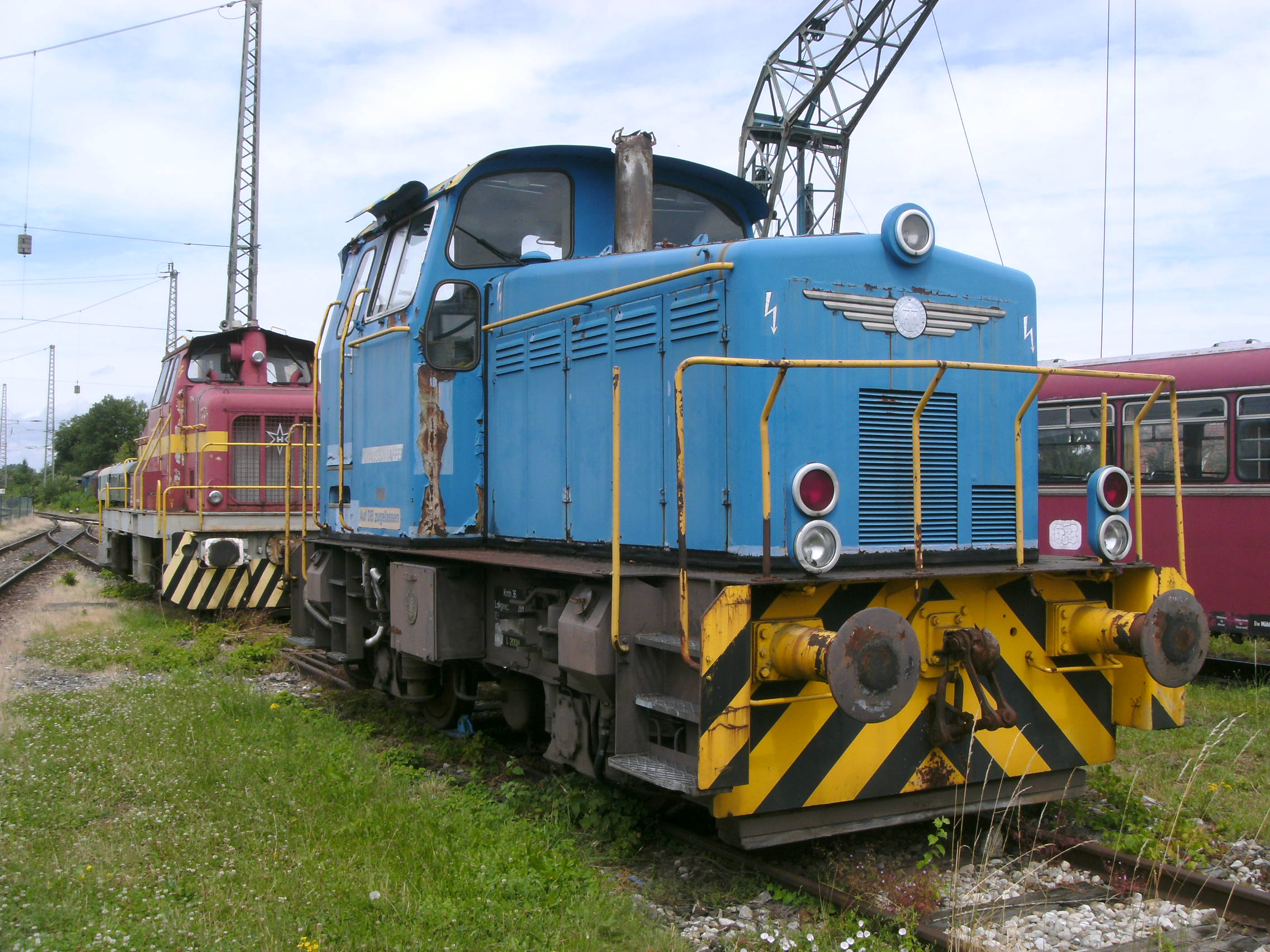
KM 1 (Baujahr 1965) im Bayerischen Eisenbahnmuseum in Nördlingen

Die Produktion von Schienenfahrzeugen ist die Keimzelle von Krauss-Maffei. Durch die Lokomotiv- und Maschinenfabrik J.A.Maffei, 1838 begründet, findet der Lokomotivbau heute am Standort Allach in der weltweit ältesten, existierenden Lokomotivfabrik der Welt statt. Von Anbeginn an wurden Dampflokomotiven gebaut. Ab 1909 gab es erste Versuche für elektrische Lokomotiven für die badische Staatsbahn, deren elektrische Ausrüstung die Siemens-Schuckert-Werke (SSW) lieferten. Auch Diesellokomotiven wurden gebaut. Am 3. April 1956 ging mit der Lok 65 018 die letzte Dampflokomotive von Krauss-Maffei auf Probefahrt durch die Deutsche Bundesbahn.
In den 1970er Jahren war Krauss-Maffei auch an der Entwicklung der Magnetschwebebahn Transrapid beteiligt. Auf dem Werksgelände befand sich damals eine ca. 900 Meter lange Versuchsstrecke für den Transrapid 02 und den Transrapid 03 sowie ab 1976 eine 2400 Meter lange Teststrecke für das Transrapid-04-Fahrzeug. Beide Strecken wurden Anfang der 1980er Jahre abgerissen, nachdem sich für das Transrapid-Projekt kein kommerzieller Erfolg einstellte. 1987 stellte man in Leichtbauweise den Prototyp des Transrapid 07 her, der 1988 im Emsland in die Erprobung ging. Der Transrapid 07 war die letzte Entwicklung.
Ab 1985 beteiligte sich Krauss-Maffei am Bau der Triebköpfe des ICE 1.
Die Krauss-Maffei Verkehrstechnik GmbH hieß ab 1999 Siemens Krauss-Maffei Lokomotiven GmbH und gehört Stand Mai 2025 zur Siemens Mobility. Das Lokomotivwerk München-Allach fertigte im Jahr 2010 etwa 200 Loks einzeln nach Kundenwunsch in je rund dreimonatiger Bauzeit. Seit dem Bau des Allacher Lokomotivwerkes in den 1920er Jahren bis zum Jahr 2015 wurden etwa 22.000 Loks ausgeliefert. Die Produktionszahlen unterliegen marktbedingten Schwankungen. Das wichtigste Produkt ist heute die Lokomotivfamilie Siemens Vectron, von der seit 2010 über 2600 Exemplare in München-Allach produziert wurden.

### Verfahrenstechnik
Zum Produktspektrum von Krauss-Maffei zählten auch Zentrifugen, Trockner, Filter und Trenneinrichtungen, für die Chemie-, Pharma-, Kunststoff-, Umwelt-, Grundstoff- und Nahrungsmittelindustrie. Diese Aktivitäten gingen, zunächst als KMV GmbH, Vierkirchen, firmierend in der Andritz-Gruppe auf. Die KMV konnte nur das Kürzel KM, ergänzt um das V für Verfahrenstechnik, verwenden, da die Markenrechte von der Krauss-Maffei AG auf die Krauss-Maffei Kunststofftechnik GmbH übertragen wurden.

### Automationstechnik
Die Sparte Automationstechnik war gruppenübergreifend für Automationen sowie Regel- und Steuerungseinrichtungen zuständig. Für die Kunststofftechnik bedeutend waren elektrische Komponenten und der Schaltschrankbau.

### Dienstleistungen
Die Krauss-Maffei AG wurde auch durch eine Dienstleistung GmbH abgerundet, die im Schwerpunkt für IT-Aufgaben tätig war.